# Freccia del Brabante 2016
La Freccia del Brabante 2016, cinquantaseiesima edizione della corsa, valida come evento del circuito UCI Europe Tour 2016 categoria 1.HC, fu disputata il 13 aprile 2016 per un percorso di 203 km. La vittoria andò allo slovacco Petr Vakoč, giunto al traguardo in 4h48'50" alla media di 42,17 km/h, seguito dall'italiano Enrico Gasparotto e dal francese Tony Gallopin.
Dei 195 ciclisti alla partenza a portare a termine la gara furono in 140.

## Squadre e corridori partecipanti
| N.      | Cod. | Squadra                     |
| ------- | ---- | --------------------------- |
| 1-8     | BMC  | BMC Racing Team             |
| 11-18   | CPT  | Cannondale Pro Cycling Team |
| 21-28   | DDD  | Dimension Data              |
| 31-38   | EQS  | Etixx-Quick Step            |
| 41-48   | IAM  | IAM Cycling                 |
| 51-58   | LTS  | Lotto-Soudal                |
| 61-68   | OGE  | Orica-GreenEDGE             |
| 71-77   | TGA  | Team Giant-Alpecin          |
| 81-88   | BAR  | Bardiani-CSF                |
| 91-98   | BOA  | Bora-Argon 18               |
| 101-108 | CCC  | CCC Sprandi Polkowice       |
| 111-118 | COF  | Cofidis, Solutions Crédits  |
| 121-128 | DEN  | Direct Énergie              |

| N.      | Cod. | Squadra                     |
| ------- | ---- | --------------------------- |
| 131-138 | DPC  | Drapac Professional Cycling |
| 141-148 | FVC  | Fortuneo-Vital Concept      |
| 151-158 | GAZ  | Gazprom-RusVelo             |
| 161-168 | ONE  | ONE Pro Cycling             |
| 171-178 | ROP  | Roompot Oranje Peloton      |
| 181-188 | STH  | Southeast-Venezuela         |
| 191-198 | SSG  | Stölting Service Group      |
| 201-208 | TNN  | Team Novo Nordisk           |
| 211-218 | ROT  | Team Roth                   |
| 221-228 | TSV  | Topsport Vlaanderen-Baloise |
| 231-238 | VAT  | Verva ActiveJet             |
| 241-248 | WGG  | Wanty-Groupe Gobert         |

## Ordine d'arrivo (Top 10)
| Pos. | Corridore          | Squadra      | Tempo    |
| ---- | ------------------ | ------------ | -------- |
| 1    | Petr Vakoč         | Etixx        | 4h48'50" |
| 2    | Enrico Gasparotto  | Wanty        | a 6"     |
| 3    | Tony Gallopin      | Lotto-Soudal | a 12"    |
| 4    | Bryan Coquard      | Direct É.    | a 20"    |
| 5    | Michael Matthews   | Orica        | s.t.     |
| 6    | Sonny Colbrelli    | Bardiani     | s.t.     |
| 7    | Maurits Lammertink | Roompot      | s.t.     |
| 8    | Julian Alaphilippe | Etixx        | s.t.     |
| 9    | Tom-Jelte Slagter  | Cannondale   | s.t.     |
| 10   | Loïc Vliegen       | Etixx        | s.t.     |